# Benzimidazolo
Il benzimidazolo è un composto organico eterociclico aromatico, strutturalmente formato da un anello benzenico e uno di imidazolo condensati.